# Croix de chemin d'Ambonnay
La croix d'Ambonnay est une construction du XVIe siècle dans le village qui se situe dans la Marne.

## Description
La croix de chemin d'Ambonnay, de pierre est datée de 1582 et classée au titre de monument historique . Richement décorée tant sur le socle que sur les faces de la base carrée que du fut rond de la colonne.

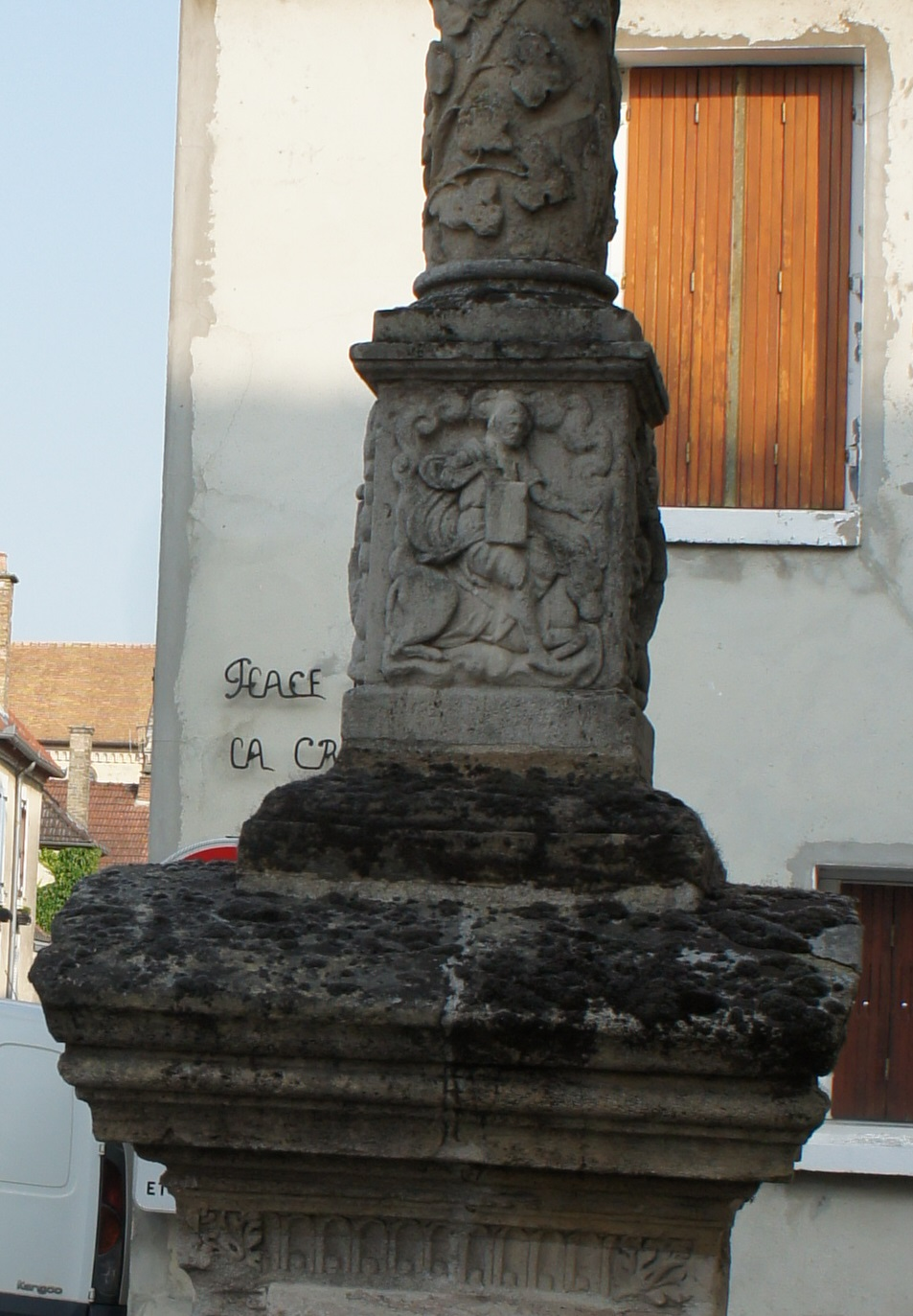
Face orientée au nord.